# Anniina Ahtosalo
Anniina Ahtosalo (Tuusula, 27 augustus 2003) is een Fins wielrenster.

## Carrière
In 2022 werd ze bij de elite Fins kampioene, zowel in de wegwedstrijd als in het tijdrijden. Ervoor werd ze vier jaar op rij nationaal kampioene bij de junioren in beide disciplines. In 2021 won ze de Trofeo Da Moreno, de juniorenwedstrijd van de Trofeo Alfredo Binda.
In 2022 maakte ze de overstap naar Uno-X. In haar debuutseizoen bij de profs nam ze deel aan onder meer de Ronde van Vlaanderen en Parijs-Roubaix en pakte ze de dubbel tijdens de nationale kampioenschappen. In de zomer van 2024 nam ze deel aan zowel de wegwedstrijd als de tijdrit op de Olympische Spelen. Later dat jaar werd ze Europees beloftekampioene tijdrijden.

## Palmares

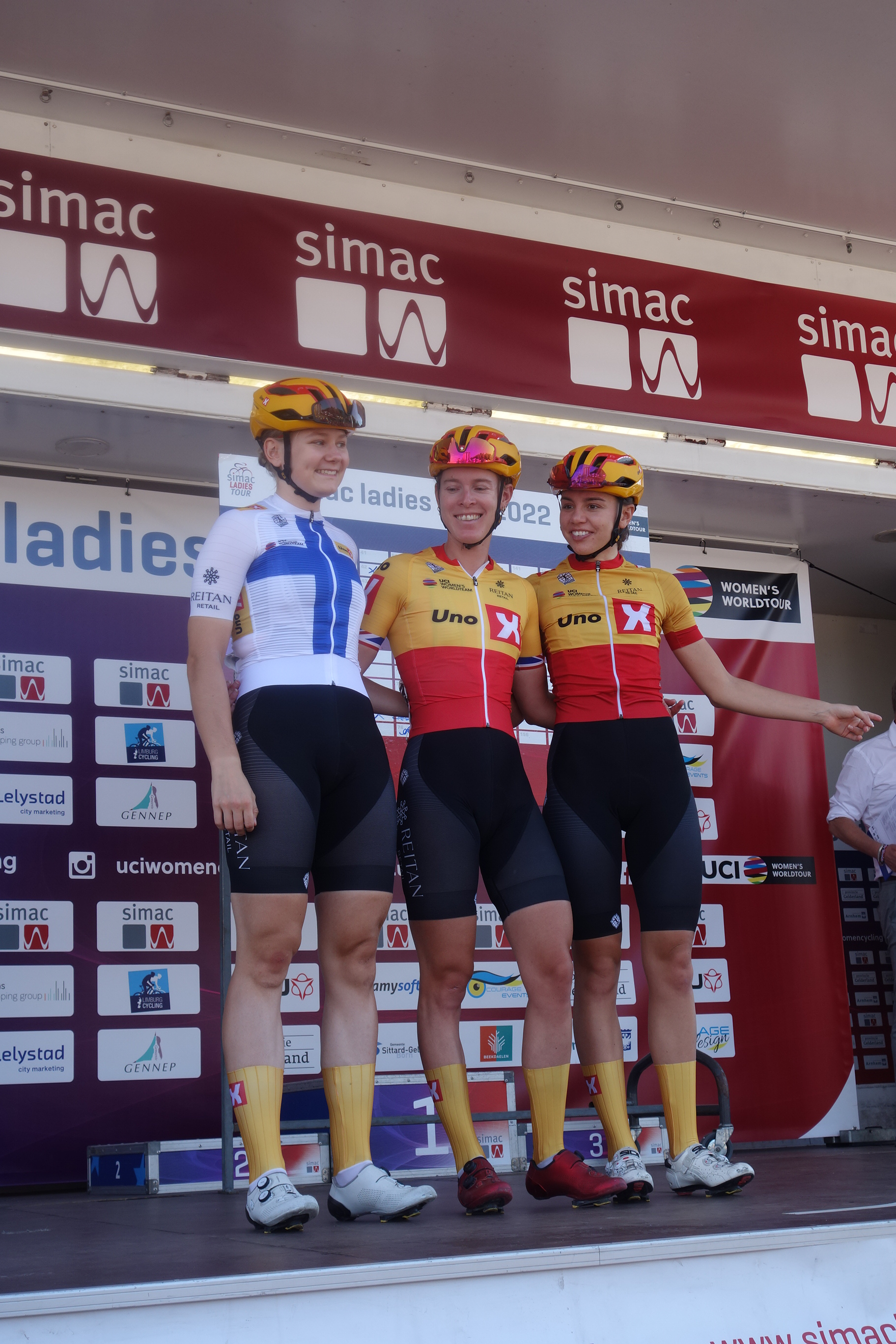
Anniina Ahtosalo (links) met Uno-X in de Simac Ladies Tour 2022.

2018
 Fins kampioene op de weg, junior
 Fins kampioene tijdrijden, junior
2019
 Fins kampioene op de weg, junior
 Fins kampioene tijdrijden, junior
2020
 Fins kampioene op de weg, junior
 Fins kampioene tijdrijden, junior
2021
 Fins kampioene op de weg, junior
 Fins kampioene tijdrijden, junior
Trofeo Da Moreno, junior
2022
 Fins kampioene op de weg, elite
 Fins kampioene tijdrijden, elite
2023
 Fins kampioene op de weg, elite
 Fins kampioene tijdrijden, elite
2024
Trofee Maarten Wynants
 Fins kampioene tijdrijden, elite
 Fins kampioene op de weg, elite
 Europees kampioene tijdrijden, beloften
2025
 Fins kampioene op de weg, elite
 Fins kampioene tijdrijden, elite

### Resultaten in voornaamste wedstrijden
| Jaar | Ronde van Italië | Ronde van Frankrijk | Ronde van Spanje |
| ---- | ---------------- | ------------------- | ---------------- |
| 2022 |                  |                     |                  |
| 2023 | 124e             |                     |                  |
| 2024 |                  | 81e                 |                  |
| 2025 | 110e             |                     |                  |

| Jaar | Gent-Wevelgem | Ronde van Vlaanderen | Parijs-Roubaix | Amstel Gold Race | Luik-Bast.‑Luik | Le Samyn |  | WK op de weg |
| ---- | ------------- | -------------------- | -------------- | ---------------- | --------------- | -------- |  | ------------ |
| 2022 |               | opgave               | 56e            | opgave           | opgave          | 52e      |  |              |
| 2023 | 48e           |                      | 66e            |                  |                 | 78e      |  | opgave       |
| 2024 | opgave        |                      | 54e            |                  |                 | ↑        |  |              |
| 2025 | opgave        |                      | 76e            |                  |                 | opgave   |  |              |

## Ploegen
- 2022 ―  Uno-X Pro Cycling Team
- 2023 ―  Uno-X Pro Cycling Team
- 2024 ―  Uno-X Mobility
- 2025 ―  Uno-X Mobility

Ahtosalo · Andersen  · Barker  · Barnes  · Koerner  · Leth  · Lowden  · Ludwig  · Lutro  · Olausson  · Bjørndal Ottestad · Ysland
Ahtosalo · Andersen · Barker · Barnes · Confalonieri · Dideriksen · Berg Edseth · Koerner · Koster · Leth · Lowden · Ludwig · Lutro · Olausson · Bjørndal Ottestad · Ysland
Aalerud · Ahtosalo · Andersen · Anderson · Barker · Beekhuis · Berg Edseth · Boilard · Confalonieri · Dideriksen · Koerner · Koster · Leth · Lowden · Olausson · Bjørndal Ottestad · Ysland
Aalerud · Aasebø · Ahtosalo · Andersen · Anderson · Barker · Beekhuis · Berg Edseth · Boilard · Confalonieri · Gåskjenn · Gjertsen · Greve · Koerner · Koster · Bjørndal Ottestad · Ysland · Zanetti